# Layla El
Layla El (25 iunie din 1977), este o dansatoare profesionistă, actriță și fostă luptătoare profesionistă de wrestling engleză cu origine spaniolă și marocancă, , care a lucrat pentru WWE sub numele de Layla. Printre realizările sale se află un titlul de Women's Championship în afară de a fi ultima diva în posesia acestei centuri, unul ca Campioana Divelor și una în calitate de co-campioană al Campionatului de Dive lângă Michelle McCool. Layla a fost câștigătoarea Diva Search în 2006. Layla deține recordul de a câștiga lupta de dive ce-a mai scurtă din istoria WWE învingândule pe Gemenele Bella în doar 11 secunde. În plus, Layla a câștigat un premiu Slammy în 2010 cu Michelle McCool.

## Viața personală
Layla a fost născută în Londra, Anglia, 25 iunie, 1977. După ce a participat la o facultate de arte, a fost dansatoare la Asociația Națională de Baschet.
Mama lui Layla a murit de cancer în 2008, de acea este activistă al WWE în ajutor de cancer.. A locuit anterior în Miami și Los Angeles.
În 2010, Layla a avut o relație cu luptătorul Cody Rhodes. În prezent, Layla este căsătorită cu fostul wrestler din WWE Ricky Ortiz. Pe 27 Noiembrie 2015, Layla s-a unit în căsătorie cu Ricky Ortiz. Pe 29 decembrie a aceluiași an, Layla a revenit pe rețelele sociale pentru a anunța oficial data pe care s-a căsătorit.

## În Wrestling
- Manevre de final
  - The Bombshell – 2012-2014
  - The Facelift – 2010-2011
  - The Lay-Out – 2009-2012; 2014-2015

## Campionate și realizări
- World Wrestling Entertainment
  - Câștigătoarea Diva Search - 2006[4]
  - WWE Women's Championship (1 dată, Ultima)
  - WWE Divas Championship (1 dată)
  - Co-Campioana al WWE Divas Championship (1 dată)
  - Premiul Slammy - 2010 "Timp aeriana a anului" (Cu Michelle McCool si Mae Young)
  - # 36 în top 50 de echipe din întreaga istorie a WWE (Cu Michelle McCool/LayCool)
  - Pro de Kaval in al Doilea Sezon din NXT (cu Michelle McCool)
- Pro Wrestling Illustrated
  - Situat pe locul Nº39 în PWI Feminin 50 în 2008.
  - Situat pe locul Nº 36 în PWI Feminin 50 în 2010.
  - Situat pe locul # 13 în PWI Feminin 50 în 2011.
  - Situat pe locul  # 6 pe PWI Feminin 50 în 2012.
  - Situat pe locul  # 18 în PWI Feminin 50 în 2013.